# Militärflugplatz Kuçova

i7
i11
i13
Der Militärflugplatz Kuçova (albanisch Aerodromi ushtarak i Kuçovës, auch Baza Ajrore e Kuçovës, ICAO-Code: LAKV) ist ein aktiver Militärflugplatz der Albanischen Luftstreitkräfte bei Kuçova nördlich von Berat in Mittelalbanien.

## Lage und Einrichtungen

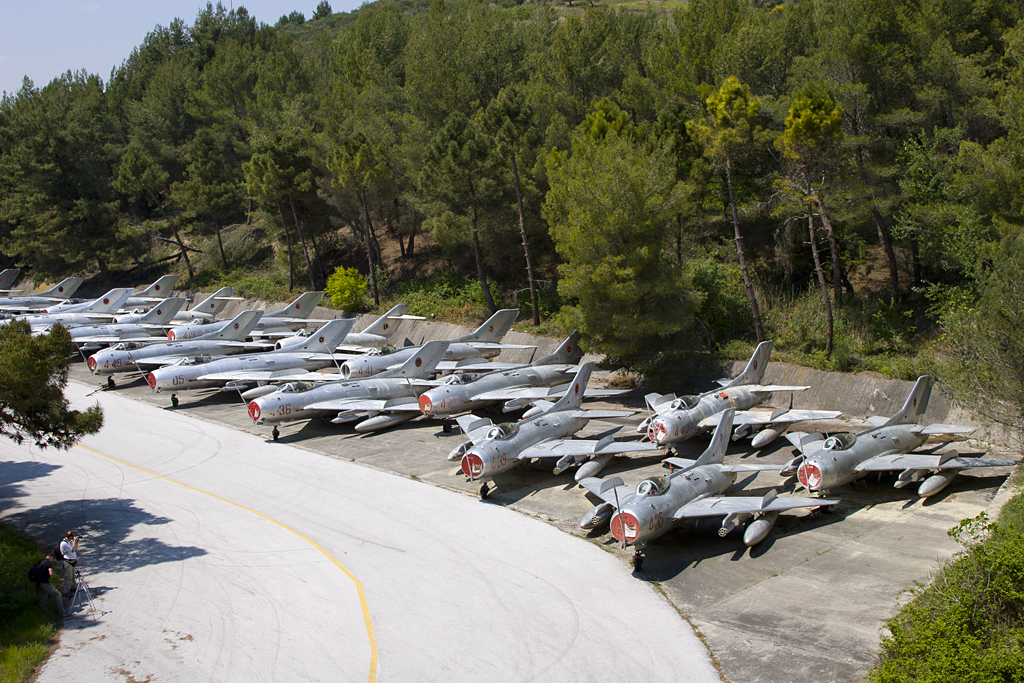
Einige in Kuçova abgestellte, nicht mehr benutzte Shenyang F-6 außerhalb der unterirdischen Flugzeugkaverne

Der Flugplatz liegt in Mittelalbanien nördlich von Berat am Übergang des Osum-Tals in die Myzeqe-Ebene. Im Nordosten grenzt er an die Stadt Kuçova, die von der Gründung im Jahr 1951 bis 1991 Qyteti Stalin (deutsch Stalin-Stadt) genannt wurde und Zentrum der albanischen Erdöl-Industrie ist, und im Südwesten an die Ortschaft Ura Vajgurore.
Parallel zur Hauptpiste befand sich noch eine rund 1000 Meter lange unbefestigte Piste. Eine rund zweieinhalb Kilometer lange Rollbahn führt zu einem Hügel im Osten, in dem sich eine unterirdische Flugzeugkaverne befand, um die Flugzeuge gegen feindliche Angriffe schützen zu können. Diese Rollbahn ist oft auch als zweite Piste des Flughafens angegeben. Auf dem Platz vor und im Bunker sind heute zahlreiche alte Strahlflugzeuge abgestellt, weitere auf dem übrigen Gelände und in Hangars.
Die Gebäude des Flugplatzes liegen im Norden des Areals und können von der Straße Ura Vajgurore – Kuçova erreicht werden. Die Rollbahn zur Kaverne im Südosten des Geländes wird von zwei Feldwegen gequert, die vom Dorf Perond südlich von Kuçova in Richtung Berat führen und der Öffentlichkeit zugänglich sind.

## Geschichte
Die im Jahr 1951 gegründete albanische Luftwaffe war anfangs in Lapraka bei Tirana stationiert. Sie verfügte über Jak-18 und Po-2. Die Arbeiten am Flughafen begannen 1952 und wurden 1955 abgeschlossen. Der neue Flughafen Tirana, der 1958 bei Rinas eröffnet wurde, wurde sowohl militärisch als auch zivil genutzt. Später wurden noch Luftwaffenstützpunkte in Vlora und in Gjadër (Zadrima) erbaut. In Kuçova, dem zweiten Militärflugplatz des Landes, wurden anfangs MiG-15 stationiert.
Im Jahr 1966 wurde in Kuçova eine Fabrik für Flugzeugersatzteile errichtet, da solche nicht mehr aus der Sowjetunion bezogen werden konnten.
Während des bürgerkriegsähnlichen Lotterieaufstands im Jahr 1997 wurde der Flugplatz von Rebellen besetzt. Der Schaden, den sie verursacht hatten, wurde erst 1999 soweit repariert, dass der Flugplatz wieder ordentlich operieren konnte. Von Mai bis September 1999 war beim Militärflugplatz das Feldlager des Unterstützungsverbands Albanien der Bundeswehr in Betrieb.

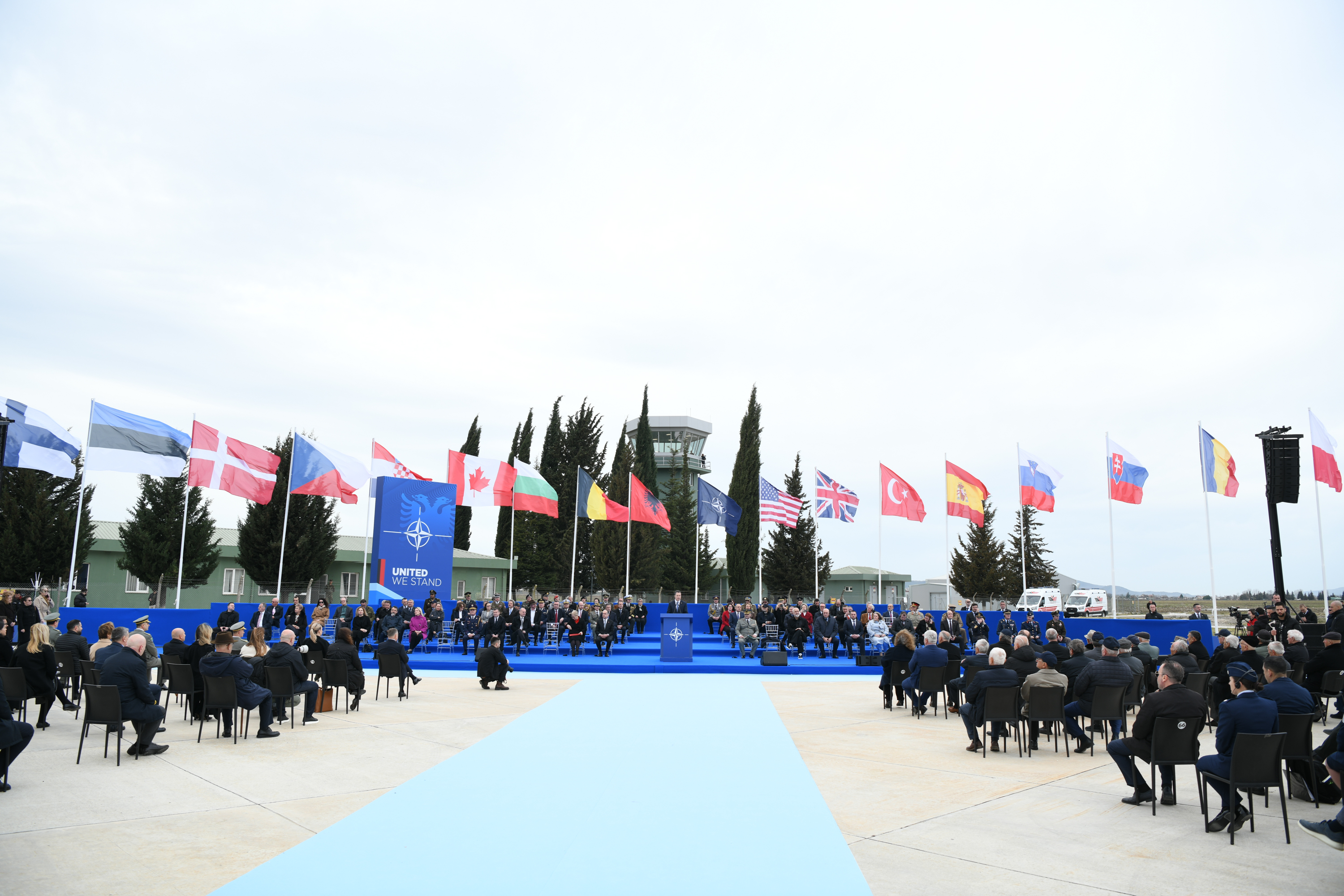
Einweihung des NATO-Stützpunktes im Februar 2024

Im Rahmen der Bemühungen und Vorbereitungen Albaniens auf eine NATO-Mitgliedschaft wurde der Flugplatz in den Jahren 2002 bis 2004 modernisiert: Neben dem Bau eines neuen Kontrollturms erhielten die Pisten einen neuen Belag und eine Beleuchtung. Heute betreiben die albanischen Luftstreitkräfte nur noch Hubschrauber – viele alte Flugzeuge (MiG-15, MiG-19, Jak-18-Schluflugzeuge, An-2, F-5 und F-6) wurden in Kuçova abgestellt. Die albanische Regierung versucht, die Flugzeuge zu verkaufen.
Am 4. März 2024 wurde der Flugplatz als NATO-Stützpunkt eingeweiht.

## Bedeutung

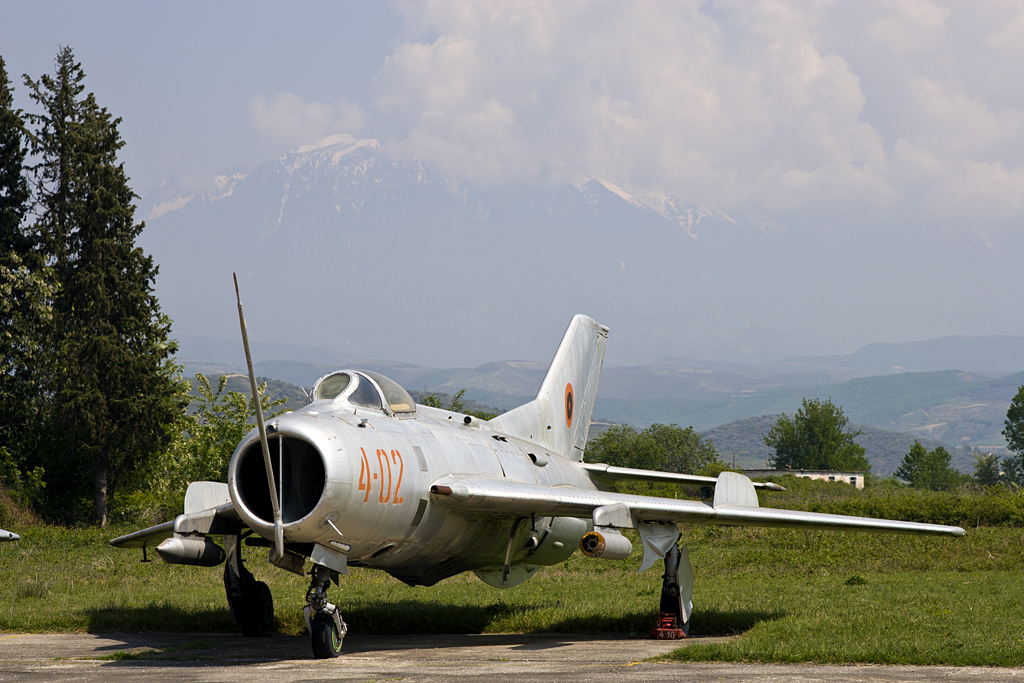
Shenyang F-6 (MiG 19) mit Tomorr im Hintergrund

Der Militärflugplatz führte lange ein Schattendasein, da die albanischen Streitkräfte keine Flächenflugzeuge mehr betreiben. Er dient heute der Ausbildung und zur Unterstützung des Transports von Truppen und Material.
Die italienische Luftwaffe war im Rahmen eines NATO-Unterstützungsprogramms in Kuçova aktiv.
Im Sommer 2018 wurde von der albanischen Regierung angekündigt, dass die NATO rund 50 Millionen Euro in die Modernisierung des Flugplatzes investieren wolle. Als Luftwaffenstützpunkt auf dem Westbalkan sollen von Kuçova aus Luftoperationen der NATO unterstützt werden. Zudem soll der Flugplatz der Logistik, für Übungen und der Ausbildung dienen. Im Januar 2022 wurde mit den Arbeiten begonnen, zwei Jahre später waren sie abgeschlossen.